# Завдіту I
Завдіту (амх. ዘውዲቱ; 29 квітня 1876 — 2 квітня 1930) — імператриця Ефіопії, друга дочка Менеліка II.
Була проголошена імператрицею після усунення від влади її племінника Іясу V в результаті державного перевороту 1916 року, стала першою жінкою на ефіопському престолі з часів Цариці Савської. Не була повновладною правителькою країни — ініціатори зведення дочки Менеліка на престол призначили регентом при ній раса Тефері Меконнена, який став, по суті, співправителем імператриці. У період протистояння младо- та староефіопів, що припав на роки правління Завдіту, остання підтримувала консервативні староефіопські кола, виступаючи проти модернізації країни за європейським зразком і встановлення тісних контактів з іноземними державами.

## Родина
Завдіту народилась 29 квітня 1876 року в Харері, у родині правителя провінції Шоа Сале Мар'яма, та його дружини войзеро Абечі, що належала до одного з ефіопських аристократичних родів. Завдіту, яка народилась невдовзі після повернення батька з полону в Мекделі, стала другою дитиною Сале Мар'яма: до того моменту у нього вже була дочка Шоуарег від першого шлюбу. За кілька років після народження Завдіту Абечі померла, а батько був змушений доручити виховання дочки няням, а згодом — своїй новій дружині, Таїту Бетул, з якою майбутня імператриця упродовж всього їхнього спільного життя зберігала теплі стосунки.
Семирічною дівчинкою Менелік II видав її заміж за раса Арая, сина імператора Йоганниса IV. Після смерті раса Арая Завдіту вдруге видали заміж за деджазмача Вебе, а потім за раса Гугсу Воле. Під час хвороб імператора вона приїхала до Аддис-Абеби й перебувала з батьком. 1909 року була втягнута до боротьби за владу між прибічниками імператриці Таїту й онука Менеліка Ліджа Іясу. Таїту мала на меті проголосити спадкоємицею престолу Завдіту, а ї чоловіка раса Гугсу — регентом при ній. Однак тоді той план здійснити не вдалось — 1910 року шоанська знать змусила Таїту відмовитись від своїх планів та обмежитись лише піклуванням про хворого Менеліка. Після смерті останнього за наказом Ліджа Іясу Завдіту була змушена залишити столицю та поїхати до Фале, де перебувала до вересня 1916 року. До Аддис-Абеби вона повернулась на запрошення змовників за кілька днів до перевороту. Вирішальним фактом у її сходженні на престол виявилось те, що вона була дочкою Менеліка, її ж особисті якості ролі не відігравали.

## Правління

### Прихід до влади
27 вересня 1916 року в бенкетній залі імператорського палацу, де були присутніми міністри, великі шоанські й південноефіопські феодали, абуна Матеос X й ечеге, противники Іясу V, скориставшись відсутністю монарха, оголосили про його усунення від влади. Для змовників було важливо зберегти спадковість, тому шоанське угрупування проголосило імператрицею Завдіту. Регентом при новій правительці став її кузен, Тефері Меконнен, який отримав титул раса. Призначаючи регента, який перетворився, по суті, на повноправного співправителя Завдіту, ініціатори перевороту керувались традиційним переконанням, що верховна влада не має утримуватись у жіночих руках. Окрім того, шляхом встановлення фактичного двовладдя змовники розраховували завоювати симпатії як представників північної аристократії, що мали міцні зв'язки з Завдіту, так і шоанських та південних феодалів, чию підтримку мав Тефері Меконнен. Первинного головний ініціатор змови, військовий міністр Габте Гійоргіс, розраховував, що обидва вони — як політично недосвідчена та раніше не причетна до державних справ Завдіту, так і молодий рас Тефері — обмежаться ролями лялькових правителів, а фактична влада тим часом буде зосереджена в руках шоанських феодалів, однак подальші події показали, що регента не влаштовував такий стан справ.
11 лютого 1917 року в Аддис-Абебі, у соборі Святого Георгія, відбулась коронація імператриці Завдіту. Для більшої пишності у момент, коли Завдіту вирушила на церемонію, електричне світло, яким до цього освітлювали лише імператорський палац, запалало усім шляхом її проїзду. Коронацію проводив абуна Матеос X. Того ж дня був коронований і рас Тефери, офіційно проголошений спадкоємцем престолу.
Виникнення в Ефіопії своєрідної подвійної структури державної влади задовольнило наміри й політичні амбіції низки великих феодалів і, разом з тим, потягнуло за собою розкол у суспільно-політичній і соціально-економічній галузях життя держави на дві тенденції: прогресивної, чиї прибічники виступали за модернізацію країни, та консервативної — її представники наполягали на збереженні старих порядків. Останні об'єднувались навколо імператриці Завдіту, натомість прибічники модернізації мали підтримку молодого регента. Скинутий Іясу тим часом вжив кількох невдалих спроб повернутись до влади та після низки поразок деякий час переховувався у пустелі Данакіль.

### Реформи раса Тефері
До моменту проголошення Завдіту імператрицею Ефіопія була феодальною традиціоналістською державою, яка ще не сягнула централізації: фактична влада на місцях належала феодальній знаті, кожен регіон був відокремленим не лише у географічному, але й у політичному, етнолінгвістичному та етноконфесійному сенсах. У країні не було гарних доріг і радіозв'язку, між багатьма районами не було й телефонно-телеграфного сполучення. Відсталість демонструвала соціально-економічна структура Ефіопії: селянство перебувало у важких умовах, абсолютна більшість селян були безземельними. Окрім того, значну частину населення держави продовжували складати раби: 1914 року їх, за деякими даними, налічувалось близько 3-4 мільйонів.
Упродовж всього періоду правління Завдіту у країні тривала гостра боротьба двох основних феодальних угрупувань, що увійшли до історії як «младоефіопи» та «староефіопи». Перші, які підтримували раса Тефері Меконнена, активно виступали за технічну й соціальну модернізацію Ефіопії за європейським зразком, за розвиток освіти й економіки; вони висловлювались на користь розширення зовнішніх зв'язків та внутрішньої інтеграції з метою усунення соціальних суперечностей у межах держави, а також погоджувались із необхідністю централізації влади. Староефіопські кола, натомість, спирались на традиціоналістські ідеї, виступаючи проти централізації та за посилення об'єднувальної ролі трону й церкви в ефіопському суспільстві. Представники младоефіопського руху прагнули до встановлення в країні абсолютної монархії та зміцнення суверенітету країни, що уявлялось можливим лише за умови проведення реформ. Незважаючи на абсолютистські настрої, младоефіопи, однак, не розглядали як абсолютного монарха Завдіту й, натомість, усіляко намагались обмежити владу імператриці, нейтралізувати її прибічників, посилюючи тим самим позиції раса Тефері.
Украй консервативна, імператриця Завдіту стала негласним лідером староефіопів. Вона цікавилась релігійними справами набагато більше, ніж політичними, й була дуже набожною. Значний вплив на неї мали священики, а іноді навіть маніпулювали імператрицею. Разом з тим, незважаючи на релігійність, правителька не була цілковито усунута від державних справ і в тих випадках, що торкались її інтересів, рішучо застосовувала свою владу.
До певного моменту боротьба між прибічниками та противниками реформ мала характер палацових інтриг — представники сторін не вдавались до застосування зброї, оскільки враховували можливі наслідки збройних сутичок. Перший серйозний конфлікт між угрупуваннями стався 1918 року, коли рас Тефері розпустив уряд, сформований ще Менеліком II та реорганізований за Іясу V. У вересні того ж року, під час важкої хвороби регента, Завдіту знову призначила міністрів, включивши до їхнього складу частину членів попереднього кабінету. Рас Тефері був змушений погодитись з імператрицею.
На початку 1928 року староефіоп, деджазмач Сафо Балча, який керував провінцією Сідамо, підбурив збройне повстання проти раса Тефері, очоливши 10-тисячну армію, однак зазнав поразки. Невдача виступу Балчі спричинила суттєву занепокоєння у староефіопських колах, як і підписання того ж року угоди з Італією, що значно посилила позиції регента. У вересні 1928 року противники раса Тефері організували нову змову, спрямовану на повалення співправителя Завдіту, але знову безуспішну.
Останньої та найбільш масштабної спроби повалити Тефері Меконнена було вжито староефіопами на початку 1930 року — того разу збройне повстання проти регента очолив чоловік Завдіту рас Гугса Воле. Незважаючи на підтримку, надану йому деякими феодалами та племінними вождями, війська консорта були розбиті. На цьому багаторічна боротьба за владу в Ефіопії завершилась.
Незважаючи на користь, принесену діями регента Ефіопії, низка консервативних державних діячів, налаштованих ворожо до младоефіопів, об'єднались навколо постаті Завдіту та прийняли рішення про державний переворот. У вересні 1928 року між заколотниками та прибічниками регента відбулись незначні сутички, що закінчились перемогою краще озброєних та більш готових до бойових дій людей раса Тефері. Невдовзі після перемоги младоефіопів імператриця була змушена надати регенту титул негуса, а сама при цьому залишилась «царицею царів».